# الدوري السويدي الدرجة الثانية 1960
الدوري السويدي الدرجة الثانية 1960 (بالسويدية: Division II i fotboll 1960)‏ هو موسم من الدوري السويدي الدرجة الثانية. فاز فيه IFK Luleå ‏.